# Francisco de Amberes
Francisco de Amberes, va ser un pintor del segle XV i xvi, nascut segons Ceán Bermúdez a Toledo.
Artista a penes conegut si no és pels seus treballs a la Catedral de Toledo, consta la seva participació junt amb Juan de Borgoña i d'altres a la policromia del seu retaule Major de la catedral de Toledo, feina conclosa el 1504. Per les mateixes dates va executar deu petites pintures per a la seva custòdia. Se li atribueixen les pintures del retaule de la capella de la Concepció. Ceán Bermúdez, creient-lo també escultor, li va atribuir la talla el 1507 junt amb Petit Juan de Brussel·les dels escuts d'armes i d'altres adorns que són als frisos i sobre la porta de la sala capitular d'hivern, en els que la seva participació va haver de limitar-se al policromat, com havia fet amb els àngels i escuts d'armes del banc del retaule, obra de Copín d'Holanda i Petit Juan. El 1508 el Capítol li va encarregar les pintures del retaule de la capella mossàrab.